# Distretto di Nan'an
Il distretto di Nan'an (cinese semplificato: 南岸区; mandarino pinyin: Nán'àn Qū) è un distretto di Chongqing. Ha una superficie di 265 km² e una popolazione di 566.279 abitanti al 2007.